# 放手一搏
《放手一搏》（英語：The Battle of Shaker Heights）是一部2003年美國喜劇劇情片，由埃弗拉姆·波特爾和凱爾·蘭基合作執導，艾瑞卡·比尼（Erica Beeney）編劇。電影為《綠光計畫》第二季的獲獎劇本。講述兩個高中男孩向歷史戰爭看齊，使用學到的策略並組隊對抗校園霸凌。其中一人還愛上另一人的妹妹。主演包括西亞·李畢福、艾爾登·亨森和艾咪·史瑪特。
電影於2003年8月22日在美國上映。

## 演員
- 西亞·李畢福飾演凱利·恩斯威勒（Kelly Ernswiler）
- 艾爾登·亨森（英语：Elden Henson）飾演巴特·鮑蘭（Bart Bowland）
- 艾咪·史瑪特飾演塔比莎·「塔比」·鮑蘭（Tabitha "Tabby" Bowland）
- 施瑞·阿普萊碧（英语：Shiri Appleby）飾演莎拉（Sarah）
- 凱薩琳·昆蘭飾演夏娃·恩斯威勒（Eve Ernswiler）
- 威廉·托马斯·桑德勒飾演亞伯拉罕·「亞伯」·恩斯威勒（Abraham "Abe" Ernswiler）
- 雷·懷斯（英语：Ray Wise）飾演哈里森·鮑蘭（Harrison Bowland）
- 唐娜·惠勒-妮可森（英语：Dana Wheeler-Nicholson）飾演瑪蒂爾達·鮑蘭（Mathilda Bowland）
- 比利·凱（英语：Billy Kay (actor)）飾演蘭斯·挪威（Lance Norway）
- 麥可·麥克夏恩（英语：Mike McShane）飾演挪威先生（Mr. Norway）
- 安森·蒙特飾演礦工韋伯（Miner Weber）

## 外部連結
- 互联网电影数据库（IMDb）上《放手一搏》的资料（英文）
- AllMovie上《放手一搏》的资料（英文）
- Box Office Mojo上《放手一搏》的資料（英文）
- 豆瓣电影上《放手一搏》的資料 （简体中文）
- 爛番茄上《放手一搏》的資料（英文）
- Metacritic上《放手一搏》的資料（英文）